# Natarsha Williams
Natarsha Williams (ur. 25 stycznia 1976 w Innisfail) – australijski kolarka BMX, dwukrotna mistrzyni świata.

## Kariera
Pierwszy sukces w karierze Natarsha Williams osiągnęła w 1996 roku, kiedy zdobyła złoty medal mistrzostw świata w kategorii elite podczas mistrzostw świata w Brighton. W zawodach tych wyprzedziła Holenderkę Nataschę Massop i Niemkę Kerstin Munski. Jako że była to pierwsza oficjalna edycja mistrzostw świata, Williams została pierwszą mistrzynią świata. Sukces ten Australijka powtórzyła na rozgrywanych cztery lata później mistrzostwach świata w Córdobie. Tym razem wyprzedziła bezpośrednio belgijkę Ellen Bollansee oraz Maríę Gabrielę Díaz z Argentyny. Ponadto była najlepsza w rankingu Pucharu Świata w 1998 roku, dwa lata później została australijską kolarką roku, a w 2001 roku otrzymała tytuł Najlepszej Kolarki BMX.